# 海姆冰川
67°28′S 66°55′W / 67.467°S 66.917°W
海姆冰川是南極洲的冰川，位於葛拉漢地的盧貝海岸，處於阿羅史密斯半島東南部，全長15公里，最終注入瓊斯海峽，在1936年由英國探險隊發現，以瑞士冰川學家命名。